# Wolongia
Genre
Wolongia est un genre d'araignées aranéomorphes de la famille des Tetragnathidae.

## Distribution
Les espèces de ce genre se rencontrent  en Chine et en Inde.

## Liste des espèces
Selon World Spider Catalog (version 19.0, 10/04/2018) :
- Wolongia bicruris Wan & Peng, 2013
- Wolongia bimacroseta Wan & Peng, 2013
- Wolongia erromera Wan & Peng, 2013
- Wolongia foliacea Wan & Peng, 2013
- Wolongia guoi Zhu, Kim & Song, 1997
- Wolongia mutica Wan & Peng, 2013
- Wolongia odontodes Zhao, Yin & Peng, 2009
- Wolongia papafrancisi Malamel, Nafin, Sankaran & Sebastian, 2018
- Wolongia renaria Wan & Peng, 2013
- Wolongia tetramacroseta Wan & Peng, 2013
- Wolongia wangi Zhu, Kim & Song, 1997

## Publication originale
- Zhu, Kim & Song, 1997 : On three new genera and four new species of the family Tetragnathidae (Araneae) from China. Korean Arachnology, vol. 13, no 2, p. 1-10.